# Première circonscription de Dembia
La première circonscription de Dembia est une des 135 circonscriptions législatives de l'État fédéré Amhara, elle se situe dans la Zone Nord Gonder. Son représentant actuel est Abeba Tegegne Yimer.